# Константин Родзаевски
Константин Родзаевски е лидер на Руската фашистка партия, създадена от емигранти в Манджурия; основоположник на руския фашизъм и един от водачите на руските емигранти в Манджурия.
Докато партията не е забранена през юли 1943 г., Родзаевски остава неин лидер. По време на японската окупация на Манджурия той е началник на отдел в Бюрото за руски емигранти в Манджурската империя. В края на октомври 1945 г. се завръща доброволно в СССР, където веднага е арестуван, а година по-късно е осъден и разстрелян.

## Биография
Константин Родзаевски е роден на 11 август (29 юли стар стил) 1907 г. в Благовешченск. Баща му Владимир Иванович има висше юридическо образование (получава диплома през 1898 г., след като завършва юридическия факултет на Киевския университет) и работи като нотариус. Майка му Надежда Михайловна посвещава целия си живот на отглеждането на децата – Константин, по-малкия му брат Владимир и двете им сестри, Надежда и Нина. Родителите му се женят на 14 юли 1904 г. в катедралата „Благовещение“.
Константин завършва училище; по време на обучението си става член на Комсомола.
Неочаквано за близките си, той бяга от СССР в Манджурия през 1925 г. Обстоятелствата на преминаването му през Амур са неизвестни. През 1926 г. майката на Родзаевски разбра, че Константин е в Харбин, и след като получава изходна виза от съветските власти, отива при него и го моли да се върне у дома. Синът обаче е непреклонен. Тази среща е и тяхната последна. През 1928 г. бащата и по-малкият брат на Родзаевски също бягат в Харбин. След това майка му и сестрите му са арестувани от ГПУ.
В Харбин Родзаевски влиза в Харбинский юридический факультет – руско емигрантско висше училище. Там се среща с Георги Гинс и Николай Никифоров, които преподават право, националисти и антикомунисти, които оказват голямо влияние върху развитието на неговите политически възгледи. Присъединява се към Руската фашистка организация (РФО), след което създава и оглавява Руската фашистка партия. През 1928 г., точно преди дипломирането, той е изключен от института за ръководене на демонстрация, по време на която съветското знаме е откъснато от сградата на института. През 1929 г., когато съветското влияние върху института временно отслабва поради конфликта на CER, Родзаевски бързо се възстановява и след като завършва университета, получава диплома по право.
През 1929 г. Константин Родзаевски се жени за Лидия Малкова. Две от децата им умират в ранна детска възраст. През 1936 г. се развеждат и през 1937 г. Родзаевски се жени за Неонила Ялишева. От втория си брак има син Владимир (1943) и дъщеря Олга (1938). През 1941 г. му се ражда син, който също умира.
По време на съществуването на марионетната държава Манджоу-Го на територията на Манджурия, окупирана от Япония, той е назначен под патронажа на японците за ръководител на 2-ри отдел (културно-просветен) на Бюрото на руските емигранти в Манджурия. През юни 1941 г. е награден със знака на Главното бюро на БРЕМ „За усърдие“.
През май 1943 г. Родзаевски е арестуван от японската военна жандармерия. Японците се усъмнили във връзките му със съветските служби за държавна сигурност, тъй като обстоятелствата на бягството от СССР не могли да бъдат проверени. Причините за внезапното възникване на подозренията са неизвестни, но Родзаевски е бил подложен на интензивни разпити. Разпитани са и няколко съратници на Родзаевски в Руския фашистки съюз (РФС). Очевидно, след като са получили разяснения, японците освобождават Родзаевски през юни и той се връща на работа в Бюрото като началник на 2-ри отдел. Въпреки това военната мисия в Харбин обявява на 1 юли 1943 г. ликвидацията на клоновете на РФС в Манджурия, Япония и Китай без никакво обяснение. Наложена е строга забрана върху събранията, униформите, песните и емблемата на РФС.
На 13 август 1945 г., поради неизбежността на окупацията на Манджоу-Го от съветските войски, Родзаевски напуска Харбин и се премества в Шанхай.
В края на войната Родзаевски преговаря с Народния комисариат на вътрешните работи за възможно завръщане в родината си. Докато е в Шанхай, той пише статията Неделя, перековавшая душу, в която описва своята духовна криза и признава приемствеността на съветския период от царския: в СССР заслугите на Михаил Кутузов и Александър Суворов са били възвишени, върната е военната униформа, носена от царската армия; сравнява Сталин като събирач на московски земи и възстановител на величието на Русия с Иван Калита. Родзаевски пише и писма до командващия Забайкалския фронт маршал Малиновски (незапазени) и Сталин с отказ от възгледите си. През 1974 г. втората съпруга на Родзаевски твърди, че писмото до Сталин е фалшиво. На същото мнение е и синът на Владимир Родзаевски.
В отговор Родзаевски получава обещания за имунитет и нова работа като журналист-агитатор. Премества се от Шанхай в Пекин и живее три седмици в сградата на съветското посолство. До последния момент той обмисля дали е необходимо да се върне в СССР и накрая решава да го направи. Вечерта един от неговите сътрудници се опитва да го разубеди, на което Родзаевски отговаря, че вратата е хлопната, връщане няма.
На 25 октомври 1945 г. Родзаевски лети за СССР с документите на лейтенант от Червената армия. При влизане в СССР е арестуван и прехвърлен в Москва.
Делото на Родзаевски е обединено с делата на Г. М. Семьонов, генерал Л. Ф. Власевски, генерал А. П. Бакшеев, И. А. Михайлов, Л. П. Охотин, княз Н. А. Ухтомски и Б. Н. Шепунов. Процесът, започнал на 26 август 1946 г., е широко отразен в съветската преса. Той е открит от председателя на Военната колегия на Върховния съд на СССР Василий Улрих. Родзаевски е защитаван от адвоката Н. П. Белов. Подсъдимите (с изключение на Ухтомски и Михайлов) са обвинени по шест члена от Наказателния кодекс.
Родзаевски е обвинен в активна антисъветска дейност след бягството си от СССР, по-специално в създаването на Руската фашистка партия и нейното ръководство, провеждане на антисъветска пропаганда сред белогвардейците, съставяне на листовки, брошури и книги с антисъветско съдържание и др., включително активна дейност на международната арена със създаване на подобни организации и групи в Манджурия, Китай, както и в Европа и Северна Америка. Освен това, според присъдата, той е участвал в подготовката на нападение срещу СССР заедно с редица японски генерали, организирайки и лично участвайки в редица провокации, извършени от японското разузнаване, като претекст за окупацията на Манджурия; обучава шпиони и терористи, свързан е с германското разузнаване и използва средствата, получени от германците за антисъветска работа.
Всички подсъдими са признати за виновни. На 30 август 1946 г. в 5 часа Улрих започва и в 5 часа и 30 минути завършва с четенето на присъдата. Родзаевски е осъден на смърт и застрелян в същия ден в едно от мазетата на Лубянка.